# هیرونوری نیشی
هیرونوری نیشی (انگلیسی: Hironori Nishi؛ زادهٔ ۲۵ فوریهٔ ۱۹۸۷) بازیکن فوتبال اهل ژاپن است.